# ナジーム・ハメド
ナジーム・ハメド（Naseem Hamed、アラビア語: نسيم حميد、ラテン文字転記: Nasīm Ḥamīd, アラビア語発音：ナスィーム・ハミード、1974年2月12日 - ）は、イギリスの元プロボクサー。シェフィールド出身。元WBC・IBF・WBO世界フェザー級王者。
「プリンス」（日本では「悪魔王子」）、「Naz（ナズ）」の愛称で親しまれた。プリンス・プロモーションズを主催するプロモーターでもあった。

## 来歴
イングランドのシェフィールドでイエメン人の両親のもとに生まれる。幼少の頃にブレンダン・イングルのウィンコーバンクジムでボクシングをはじめた。
アマチュアボクシングを経験した後、1992年4月14日に18歳でプロデビュー。デビュー当時はフライ級であった。
1994年5月11日、ビンセンツォ・ベルカストロに判定勝ちし、EBU欧州バンタム級王座を獲得。
1994年10月12日、階級を上げ、WBCインターナショナルジュニアフェザー級王座決定戦でフレディ・クルスに6RTKO勝ちし、同王座を獲得。
1995年9月30日、更に階級を上げ、スティーブ・ロビンソンに8RTKO勝ちし、WBO世界フェザー級王座を獲得。
1997年2月8日、トム・ジョンソンに8RTKO勝ちし、IBF世界フェザー級王座を獲得。2団体統一に成功。IBF王座は2度防衛後の1997年9月に返上。
1998年4月18日、ウィルフレド・バスケスに7RTKO勝ち。バスケスはWBA世界フェザー級王者であったが、王座を返上してハメドとの試合に臨んだ。ハメドは実質的に3団体の王座を統一。
1999年10月22日、セサール・ソトに判定勝ちし、WBC世界フェザー級王座を獲得。再び2団体統一に成功するも、WBC王座は1度も防衛戦を行わずに返上。実質的に4団体の世界フェザー級王座を統一。
2000年10月、15度防衛したWBO世界フェザー級王座を返上。
2001年4月7日のマルコ・アントニオ・バレラとのIBO世界フェザー級王座決定戦に敗れプロ初敗北を喫した。その後再起戦が予定されていたが、2001年9月11日にアメリカ同時多発テロが起き、世界的にアラブ系人物へのイメージが急速に悪化したため中止になった。
約13か月のブランクを経て2002年5月18日にマヌエル・カルボとのIBO世界フェザー級王座決定戦に判定勝ちし、同王座を獲得。
2005年5月、英中部シェフィールド市内を速度約144km/hで運転し対向車と衝突、対向車の運転手に重傷を負わせた事件で2006年5月12日、英シェフィールド刑事法院から禁固1年3か月の実刑判決を言い渡された。刑期満了で出所した後インタビューに応じる。服役中まったく練習しなかったせいか、かなり太っていた。
2014年12月、国際ボクシング名誉の殿堂博物館により殿堂に選出された。

## ボクシングスタイル
比較的リードブローを打たない、腕をだらりと下げガードをしない、飛び上がってパンチを打つという、近代ボクシングの禁忌をあざ笑うかのようなスタイルで相手を翻弄する。背骨が直角に曲がるほどのスウェーバック、背面を完全に相手に見せるほどの深いダッキング、それらを瞬時かつ的確に行える反射神経と動体視力を駆使するため、避けることに関しては右に出る者がいない。
かといってディフェンス偏重なわけでもなく、スウェーバックしながらカウンターパンチを繰り出したり、バックステップしながらパンチを出す等、通常の選手であれば体重を乗せられず手打ちになってしまうようなパンチを放ち、なおかつそれで相手選手を平気でKOしてしまう。ハメドを指導した名トレーナー、エマニュエル・スチュワードをして「もしレノックス・ルイスとハメドが同じ階級ならハメドのパンチ力の方が上だ」と言わしめるほどのハードパンチャーである。
戦略としては、薄ら笑いを浮かべつつノーガードのまま相手選手に近づいたり、ダンスを踊るようなステップで挑発し、相手選手の大振りを誘う。それを軟体動物のように柔軟なウィービングでかわした後、突然足のステップとは関係ないタイミングで、体ごと相手に飛びかかっていくようなブローをお見舞いしてKOする試合が多く見られる。なお、サウスポーを自称してはいるものの、スイッチを頻繁に行ううえに、右でフィニッシュすることも多い。
ハメドのサンデーパンチは、フックともアッパーとも言えないオリジナルブローである。まるで猫科の猛獣が獲物に飛びかかるかのように放つのだが、通常このようなパンチはテレフォンパンチと呼ばれ、初動を見抜かれやすく、モーションに入ると中断することができないため、カウンターの餌食になるという致命的な欠点を持つ。この無謀にも思えるパンチに、前述の人間工学を無視したような動きでフェイントを施し、相手の死角からインパクトさせるのを得意としている。
総合的に見て非常に型破りでトリッキーな選手のため、ケビン・ケリー、ウェイン・マッカラー、セサール・ソト、ブヤニ・ブング、オーギー・サンチェスなどのオーソドックスなボクサーほどハメドの術中にはまって翻弄された。プロで唯一ハメドを破ったマルコ・アントニオ・バレラは、執拗にカウンターを狙った出入りの激しいボクシングで、ハメドの的を絞らせないよう徹底、第1R中に3度もハメドをぐらつかせるなどハメドの特徴的な動きを攻略し、2Rからはハメドがたまらずガードを上げて戦うという珍しい戦略を取り、バレラが判定勝ちを収めた。
試合以外でも、入場の際の派手なパフォーマンス、前転してリングインなどの独自のスタイルを貫いた。須藤元気は自身のスタイルを「ハメドを参考にした」と語っている通り、入場パフォーマンスはもちろん、バックハンドブローやステップ、視線を相手からわざと外すなど、全般（本来ボクシングではバックハンドでのパンチは反則）に、ハメドの影響が見受けられる。また、山本"KID"徳郁もK-1ルールに初挑戦する際に、「ビデオでハメドを見て参考にした」と語っており、テレビ解説を務めた畑山隆則からも「KID選手の戦い方はナジーム・ハメドに似てますね」と評価された。極真会館で前人未踏の5回の全日本優勝の記録を持つ数見肇も師匠にナジーム・ハメドのビデオを見せられ「あんな風にスタスタ歩いて自由に強いパンチが出せるようになりたい」と一つの理想型にしていた。
ハメドは7歳の頃からずっと真面目にボクシングに取り組んでいたが、WBOフェザー級世界タイトルを獲得した辺りから専属トレーナーの言う事を聞かずトレーニングをサボるようになった。また、試合直前にならないとジムに顔を見せず、関係者と連絡が付かないなど、素行も乱れた。不摂生によって体重が増加し、減量に苦労するケースも目立つようになった。
その奇抜なボクシングスタイル故に、ファンやアンチの数も多いが、他の格闘技界への影響も含め、良くも悪くも魅せるボクサーであった。

## エピソード
- かつて、日本の薬師寺保栄がWBC世界バンタム級チャンピオン、辰吉丈一郎がWBC同級暫定チャンピオンであった当時、ハメドはWBC同級4位にランクされていた経緯があった。日本のあるボクシング雑誌のインタビューで、ハメドは「ヤクシジは知っているが、タツヨシは知らないなあ」と言ったというエピソードがある。もちろんこれは逆の意味で、ノーガードスタイルが似ている辰吉への彼なりの牽制であった。
- 派手なパフォーマンスとは裏腹に、熱心なイスラム教徒でもある[6][7][8]。リング上では、いつもアラーに祈りを捧げていた。
- 尊敬する人物として、同じくイスラム教徒の元WBA・WBC世界ヘビー級王者モハメド・アリを挙げており、ハメドは「彼は素晴らしかった。俺の個性、スタイル、そして有言実行の姿勢は全て彼から学んだものだ」と語っている[9]。
- 『はじめの一歩』のブライアン・ホークのモデルとして有名。

## 戦績
- アマチュアボクシング：67戦 62勝 (17KO･RSC) 5敗
- プロボクシング：37戦 36勝 (31KO) 1敗

| 戦           | 日付           | 勝敗 | 時間     | 内容    | 対戦相手                       | 国籍             | 備考                                                |
| ------------ | -------------- | ---- | -------- | ------- | ------------------------------ | ---------------- | --------------------------------------------------- |
| 1            | 1992年4月14日  | ☆    | 2R 2:36  | KO      | リッキー・ベアード             | イギリス         | プロデビュー戦                                      |
| 2            | 1992年4月25日  | ☆    | 2R 0:55  | KO      | シャウン・ノーマン             | イギリス         |                                                     |
| 3            | 1992年5月23日  | ☆    | 2R 0:46  | TKO     | アンドリュー・ブルーマー       | イギリス         |                                                     |
| 4            | 1992年7月14日  | ☆    | 3R 1:05  | TKO     | ミゲル・マシューズ             | イギリス         |                                                     |
| 5            | 1992年10月7日  | ☆    | 4R 2:06  | TKO     | デス・ガルガノ                 | イギリス         |                                                     |
| 6            | 1992年11月12日 | ☆    | 6R       | 判定3-0 | ピーター・バックリー           | イギリス         |                                                     |
| 7            | 1993年2月24日  | ☆    | 2R 1:25  | KO      | アラン・レイ                   | イギリス         |                                                     |
| 8            | 1993年5月26日  | ☆    | 3R 1:58  | TKO     | ケビン・ジェンキンズ           | イギリス         |                                                     |
| 9            | 1993年9月24日  | ☆    | 2R 1:50  | KO      | クリス・クラークソン           | イギリス         |                                                     |
| 10           | 1994年1月29日  | ☆    | 4R       | TKO     | ピーター・バックリー           | イギリス         |                                                     |
| 11           | 1994年4月9日   | ☆    | 1R       | KO      | ジョン・ミッシェリ             | ベルギー         |                                                     |
| 12           | 1994年5月11日  | ☆    | 12R      | 判定3-0 | ビンセンソ・ベルカストロ       | イタリア         | EBU欧州バンタム級タイトルマッチ                     |
| 13           | 1994年8月17日  | ☆    | 3R 1:26  | TKO     | アントニオ・ピカルディ         | イタリア         | EBU欧州防衛1                                        |
| 14           | 1994年10月12日 | ☆    | 6R 2:03  | TKO     | フレディ・クルス               | ドミニカ共和国   | WBCインターナショナルスーパーバンタム級王座決定戦   |
| 15           | 1994年11月19日 | ☆    | 3R 2:45  | TKO     | ラウレアノ・ラミレス           | ドミニカ共和国   | WBCインターナショナル防衛1                          |
| 16           | 1995年1月21日  | ☆    | 4R 1:52  | TKO     | アルマンド・カストロ           | メキシコ         | WBCインターナショナル防衛2                          |
| 17           | 1995年3月4日   | ☆    | 2R 1:10  | KO      | セルジオ・ラファエル・リエンド | アルゼンチン     | WBCインターナショナル防衛3                          |
| 18           | 1995年5月6日   | ☆    | 2R 0:55  | KO      | エンリケ・アンヘレス           | メキシコ         | WBCインターナショナル防衛4                          |
| 19           | 1995年7月1日   | ☆    | 2R 2:00  | KO      | ファン・ポロ・ペレス           | コロンビア       | WBCインターナショナル防衛5                          |
| 20           | 1995年9月30日  | ☆    | 8R 1:40  | TKO     | スティーブ・ロビンソン         | イギリス         | WBO世界フェザー級タイトルマッチ                     |
| 21           | 1996年3月16日  | ☆    | 1R 0:35  | KO      | サイド・ラワル                 | ナイジェリア     | WBO防衛1                                            |
| 22           | 1996年6月8日   | ☆    | 2R 2:46  | TKO     | ダニエル・アリセア             | プエルトリコ     | WBO防衛2                                            |
| 23           | 1996年8月31日  | ☆    | 11R 3:00 | TKO     | マヌエル・メディナ             | メキシコ         | WBO防衛3                                            |
| 24           | 1996年11月9日  | ☆    | 2R 2:32  | TKO     | レミジオ・ダニエル・モリナ     | アルゼンチン     | WBO防衛4                                            |
| 25           | 1997年2月8日   | ☆    | 8R 2:27  | TKO     | トム・ジョンソン               | アメリカ合衆国   | IBF・WBO世界フェザー級王座統一戦 IBF獲得・WBO防衛5  |
| 26           | 1997年5月3日   | ☆    | 1R 1:33  | TKO     | ビリー・バーディー             | イギリス         | IBF防衛1・WBO防衛6                                  |
| 27           | 1997年7月19日  | ☆    | 2R 2:17  | TKO     | フアン・ヘラルド・カブレラ     | アルゼンチン     | IBF防衛2・WBO防衛7                                  |
| 28           | 1997年10月11日 | ☆    | 7R 1:37  | TKO     | ホセ・バディージョ             | プエルトリコ     | WBO防衛8                                            |
| 29           | 1997年12月19日 | ☆    | 4R 2:27  | KO      | ケビン・ケリー                 | アメリカ合衆国   | WBO防衛9                                            |
| 30           | 1998年4月18日  | ☆    | 7R 2:29  | TKO     | ウィルフレド・バスケス         | プエルトリコ     | WBO防衛10                                           |
| 31           | 1998年10月31日 | ☆    | 12R      | 判定3-0 | ウェイン・マッカラー           | アイルランド     | WBO防衛11                                           |
| 32           | 1999年4月10日  | ☆    | 11R 0:45 | TKO     | ポール・イングル               | イギリス         | WBO防衛12                                           |
| 33           | 1999年10月22日 | ☆    | 12R      | 判定3-0 | セサール・ソト                 | メキシコ         | WBC・WBO世界フェザー級王座統一戦 WBC獲得・WBO防衛13 |
| 34           | 2000年3月11日  | ☆    | 4R 1:38  | KO      | ブヤニ・ブング                 | 南アフリカ共和国 | WBO防衛14                                           |
| 35           | 2000年8月19日  | ☆    | 4R 2:34  | TKO     | オーギー・サンチェス           | アメリカ合衆国   | WBO防衛15                                           |
| 36           | 2001年4月7日   | ★    | 12R      | 判定0-3 | マルコ・アントニオ・バレラ     | メキシコ         | IBO世界フェザー級王座決定戦                         |
| 37           | 2002年5月18日  | ☆    | 12R      | 判定3-0 | マヌエル・カルポ               | スペイン         | IBO世界フェザー級王座決定戦                         |
| テンプレート |                |      |          |         |                                |                  |                                                     |

## 獲得タイトル
- EBU欧州バンタム級王座
- WBCインターナショナルスーパーバンタム級王座
- IBO世界フェザー級王座（防衛0=返上）
- WBO世界フェザー級王座（防衛15=返上）
- IBF世界フェザー級王座（防衛2=返上）
- WBC世界フェザー級王座（防衛0=返上）